# Andreas Kotte
Andreas Kotte (* 14. Juli 1955 in Dresden) ist ein deutscher Theaterwissenschaftler.

## Leben
Andreas Kotte absolvierte nach dem Abitur eine Ausbildung zum Bauzeichner und arbeitete als Beleuchter. Von 1978 bis 1982 studierte er Theaterwissenschaft, Kulturwissenschaft und Ästhetik an der Humboldt-Universität zu Berlin. 1985 wurde er dort mit der Dissertation „Das Halberstädter Adamsspiel. Ein Grenzfall mittelalterlicher Theaterkultur“ zum Dr. phil. promoviert (Promotion A). Nach Tätigkeiten als Wissenschaftlicher Mitarbeiter an der Akademie der Wissenschaften der DDR und 1987 an der Ungarischen Akademie der Wissenschaften erlangte er 1988 mit einer Schrift zum zeitgenössischen ungarischen Theater die Promotion B an der Humboldt-Universität zu Berlin. Anschließend lehrte er als Privatdozent an der Humboldt-Universität zu Berlin. Von 1992 bis zu seiner Emeritierung 2020 leitete er als ordentlicher Professor das Institut für Theaterwissenschaft der Universität Bern.

## Wirken
Kottes wissenschaftliche Tätigkeit besitzt einen theatertheoretischen, einen theaterhistorischen und einen schweizerischen Schwerpunkt.
Im Gegensatz zu den Theorien, die Theaterbegrifflichkeit deduktiv aus Ästhetiken oder fachfremder Literatur ableiten, entwickelte Kotte, inspiriert von Bertolt Brechts „Straßenszene“, ein induktives Konzept der „szenischen Vorgänge“, die Theater genannt werden können. Darin werden Agierende und Schauende als gleichberechtigt betrachtet, indem die Agierenden Vorgänge initiieren und die Schauenden die Bezeichnung Theater vergeben – oder auch nicht.
Da das historische Theaterverständnis weithin noch immer dadurch geprägt ist, dass in Europa vor der griechischen Tragödie und Komödie kein Theater existiert habe und dass zwischen dem 5. und 10. Jahrhundert ein Theatervakuum herrschte, dass ernst zu nehmendes „dramatisches“ Theater, allein auf dem Dialog aufbauend, erst im 17. Jahrhundert aufkam und Theater nach einer Entwicklung vom Niederen zum Höheren heute sukzessiv durch audiovisuelle Medien ersetzt werde, versuchte Kotte einen problematisierenden Gegenentwurf. Er entfaltete das Theorem „Theatralitätsgefüge“ des Theaterwissenschaftlers Rudolf Münz (1931–2008) zu einer historiografischen Methode, die es gestattet, die Theatergeschichte anders zu lesen: Die Ursprünge von Theater liegen demnach nahe jenen der anderen Künste in einer Zeit, da noch niemand ahnen konnte, dass es einmal eine griechische Polis geben werde. Zwischen 530 und 930 n. Chr. von einem Theatervakuum zu sprechen sei unangebracht, sinke doch die kulturhistorische Materialdichte für alle gesellschaftlichen Bereiche auf ein ähnlich tiefes Niveau. Durch den Fortbestand von Spuren von Theater müsse es im späten Mittelalter und in der Renaissance nicht wiederentdeckt werden. Die audiovisuellen Medien des 20. Jahrhunderts produzieren nach Kotte zwischen den Aufnahmeteams und den Schauspielern, den Laien und den Moderatoren aller Art, unablässig szenische Vorgänge, die man zur Theaterform „Medientheater“ zusammenfassen könne, bevor die Kamera sie mediatisiert. Entlastet von einigen Bildungs- und anderen Funktionen steige durch die Medienentfaltung die Experimentierfreudigkeit im Theaterbereich, was sich unter anderem im postdramatischen Theater zeige, das die anderen Theaterformen nicht ablöse, sondern ergänze.
Neben den Lehrveranstaltungen zur Theatertheorie und Dramaturgie realisierte Kotte in Bern eine der im deutschsprachigen Raum letzten Vorlesungsreihen über die gesamte Theatergeschichte in jeweils acht Semestern. Das Projekt „STEP – Project on European Theatre Systems“, 2005 gemeinsam mit Hans van Manen in Groningen begründet, erforscht die Theatersysteme von sieben kleineren Ländern Europas, darunter der Schweiz. Das viersprachige Theaterlexikon der Schweiz enthält in drei Bänden etwa 3600 Artikel und wurde 2012 auch online veröffentlicht. Forschungen zur Schweizer Theatergeschichte gibt Kotte in der Reihe Theatrum Helveticum heraus, seine Reihe Materialien des ITW Bern ist gedacht als Unterstützung der internationalen theaterwissenschaftlichen Forschung. In 25 Jahren entstanden über 30 Bände, wovon das Buch „Bühne und Büro“ die Theaterformen des Schweizer Gegenwartstheaters charakterisiert und die umfangreiche Bildsammlung „Antike Theater und Masken“ 2015 online veröffentlicht wurde.

## Schriften (Auswahl)

### Autor
- Das Halberstädter Adamsspiel, ein Grenzfall mittelalterlicher Theaterkultur. Berlin 1985, DNB 860915832 (Dissertation A, Humboldt-Universität zu Berlin, 1985).
  - Neufassung: Theatralität im Mittelalter. Das Halberstädter Adamsspiel (= Mainzer Forschungen zu Drama und Theater. Bd. 10). Francke, Tübingen/Basel 1994, ISBN 3-7720-1838-6.
- Ungarisches Theater heute. Eine Einführung in den ökonomisch-künstlerischen Wirkungsmechanismus des ungarischen Theaterwesens am Beispiel der Strukturveränderungen 1980–1987. 2 Bände. 1988, DNB 890766991 (Dissertation B, Humboldt-Universität zu Berlin, 1988).
  - Ausschnitte als: Ungarisches Theater heute. Strukturveränderungen 1980–1987 (= Material zum Theater. H. 220; Material zum Theater. Internationales Theater. H. 17). Verband der Theaterschaffenden der DDR, Berlin 1989.
- Theaterwissenschaft. Eine Einführung (= UTB. 2665). Böhlau, Köln/Weimar/Wien 2005; 2., aktualisierte Auflage 2012, ISBN 978-3-8252-3693-9 (auch in englischer, tschechischer und ungarischer Übersetzung erschienen).[12]
- Theatergeschichte. Eine Einführung (= UTB. 3871). Böhlau, Köln/Weimar/Wien 2013, ISBN 978-3-8252-3871-1.[13][14][15]

### Herausgeber
- Theaterlexikon der Schweiz. 3 Bände. Chronos, Zürich 2005, ISBN 3-0340-0715-9.
- mit Hans van Maanen und Anneli Saro: Global Changes – Local Stages. How Theatre Functions in Smaller European Countries (= Themes in Theatre. Collective Approaches to Theatre and Performance. Bd. 5). Rodopi, Amsterdam/New York 2009, ISBN 978-90-420-2612-4.
- mit Stefan Hulfeld und Friedmann Kreuder: Theaterhistoriographie. Kontinuitäten und Brüche in Diskurs und Praxis. Francke, Tübingen 2007, ISBN 978-3-7720-8212-2.
- Reihe Theatrum Helveticum des ITW Bern
- Reihe Materialien des ITW Bern